# کاکتوس‌های کندویی
کوریفانتا(نام علمی: Coryphantha) نام یک سرده از تیره کاکتوس است.